# Anolis lionotus
Anolis lionotus es una especie de iguanios de la familia Dactyloidae.

## Distribución geográfica
Es endémica de Panamá.

## Estado de conservación
Se encuentra ligeramente amenazada por la pérdida de su hábitat natural.